# Sîraii, Kozeleț
Sîraii (în ucraineană Сираї) este localitatea de reședință a comunei Sîraii din raionul Kozeleț, regiunea Cernihiv, Ucraina.

## Demografie
Componența lingvistică a localității Sîraii
     Ucraineană (99,38%)
     Alte limbi (0,63%)
Conform recensământului din 2001, majoritatea populației localității Sîraii era vorbitoare de ucraineană (99,38%), existând în minoritate și vorbitori de alte limbi.